# Askegylet
Askegylet är en sjö i Karlshamns kommun i Blekinge och ingår i Mörrumsåns huvudavrinningsområde. Sjön är 8,6 meter djup, har en yta på 0,011 kvadratkilometer och är belägen 90 meter över havet.